# Domjulien
Domjulien ist eine französische Gemeinde im Département Vosges in der Region Grand Est (bis 2015 Lothringen). Sie gehört zum Kanton Vittel und zum Arrondissement Neufchâteau.

## Geographie
In der Gemeinde Domjulien befindet sich die Quelle des Flusses Vraine, der am Fuß des Hügels Montfort im Wald Lodot dem Boden entspringt. Auf rund 375 Metern Höhe gelegen, ist das Dorf von Hügeln und Mirabellenhainen umgeben. Das Fließgewässer Val d'Arol durchquert den Teilort Girovillers sous Montfort. Sie grenzt im Nordwesten an Gemmelaincourt, im Nordosten an Viviers-lès-Offroicourt, im Osten an Estrennes, im Südosten an Remoncourt und La Neuveville-sous-Montfort, im Südwesten an They-sous-Montfort und im Westen an Parey-sous-Montfort. Zu Domjulien gehört seit 1973 der Ortsteil Girovillers sous Montfort. In diesem Weiler entspringt der Fluss Val d’Arol.

## Bevölkerungsentwicklung
| Jahr      | 1962 | 1968 | 1975 | 1982 | 1990 | 1999 | 2008 | 2019 |
| --------- | ---- | ---- | ---- | ---- | ---- | ---- | ---- | ---- |
| Einwohner | 248  | 245  | 244  | 231  | 200  | 195  | 201  | 175  |

## Sehenswürdigkeiten
- Kirche Saint-Julien, Monument historique

Kirche Saint-Julien
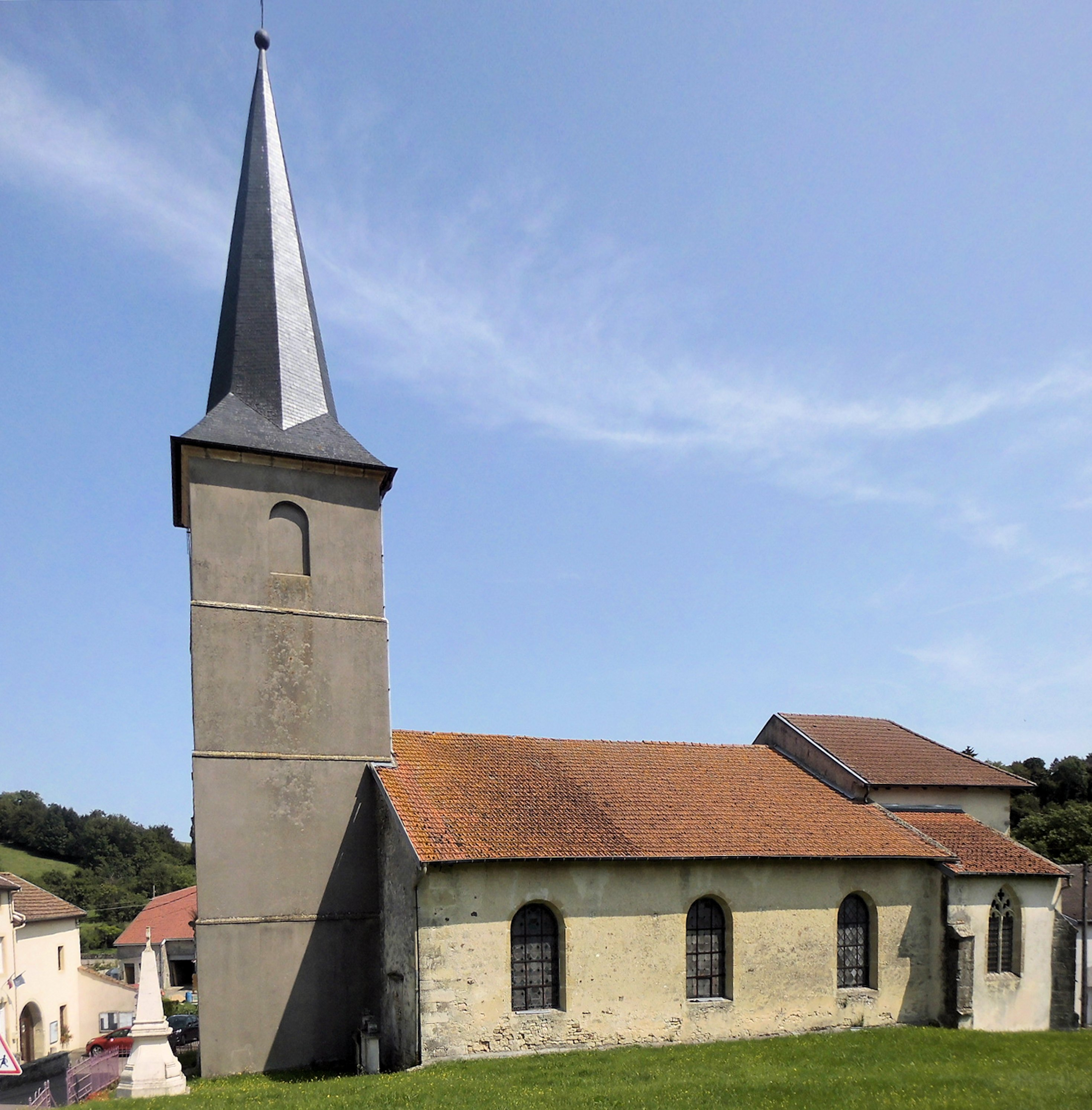
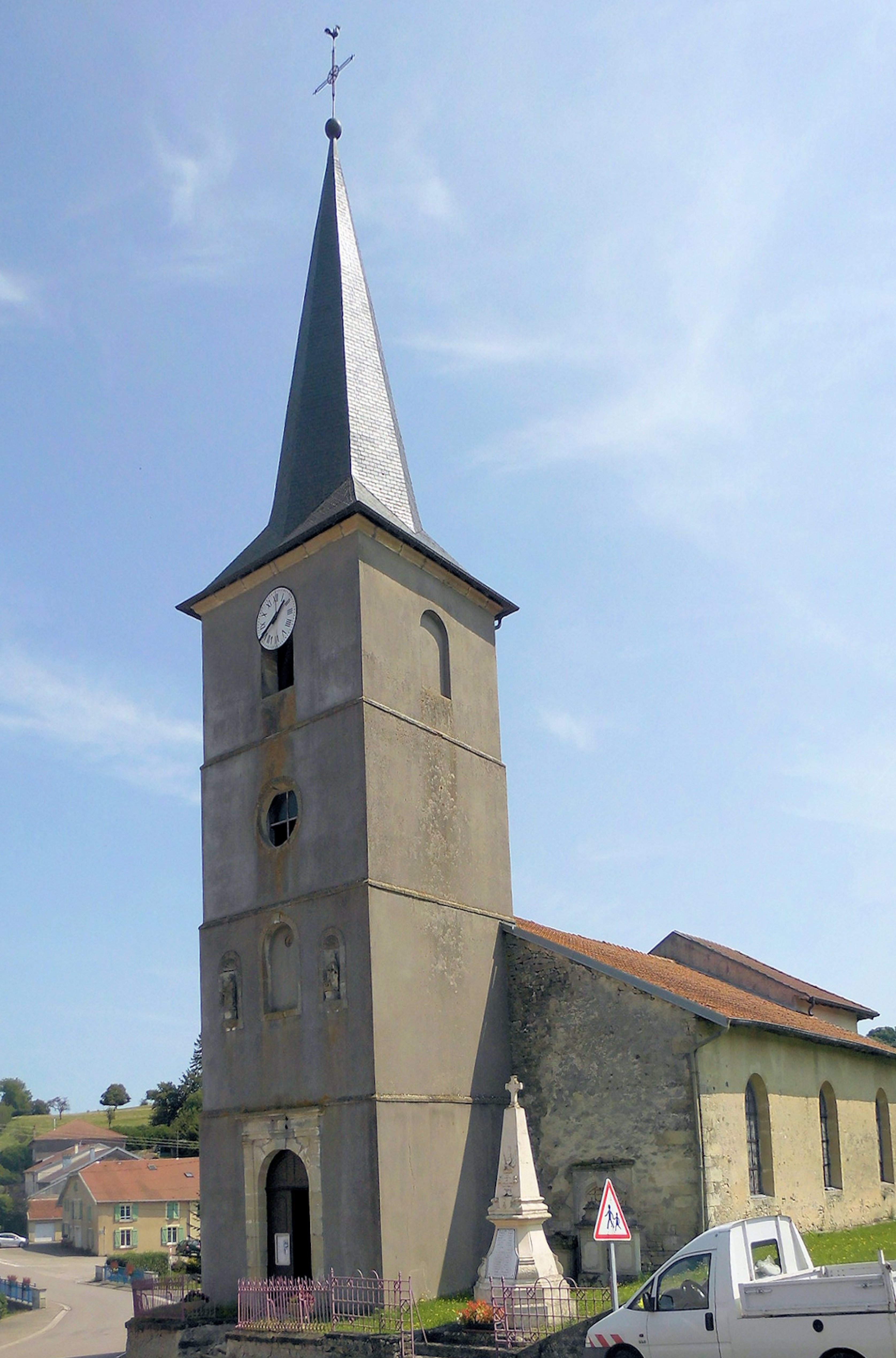
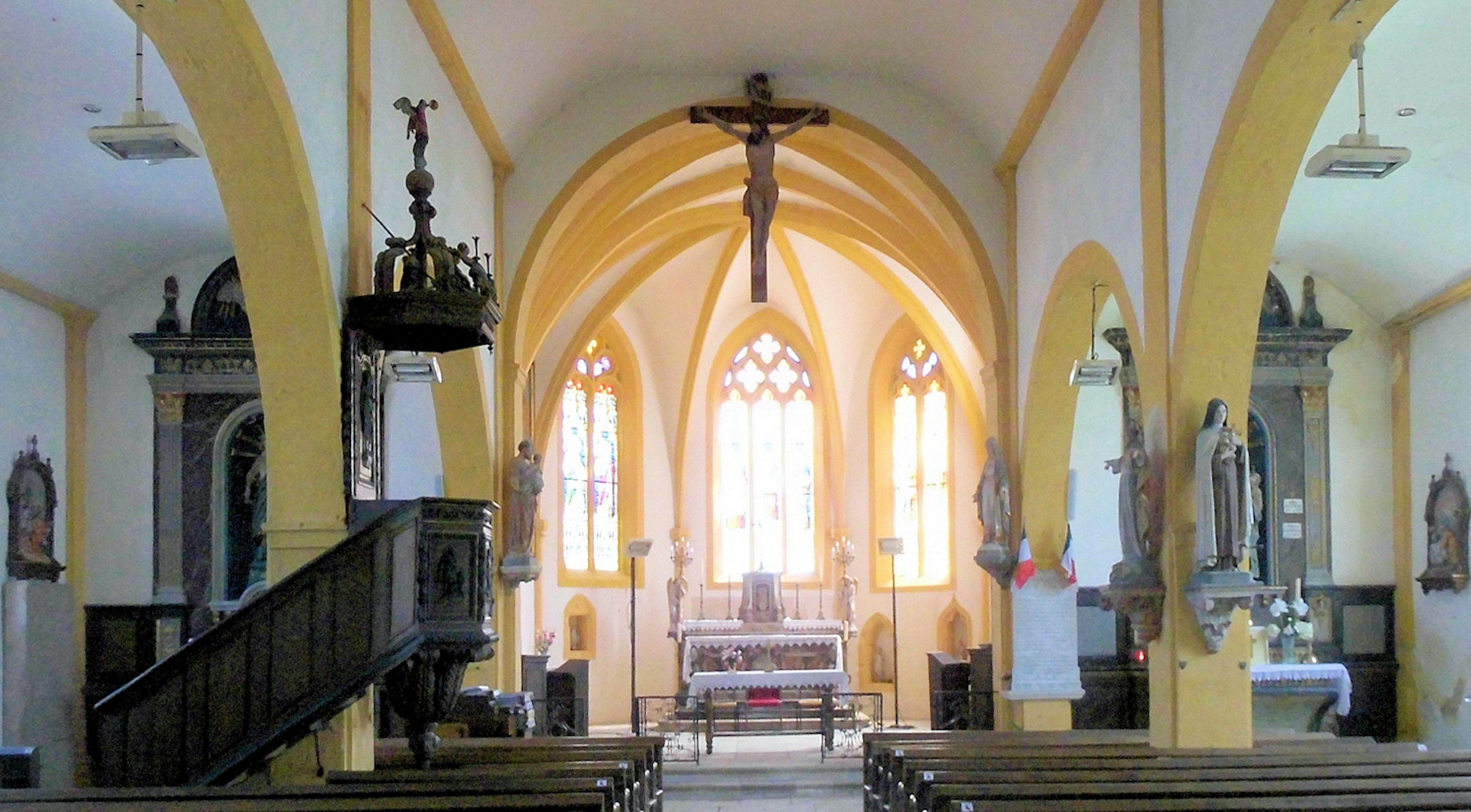

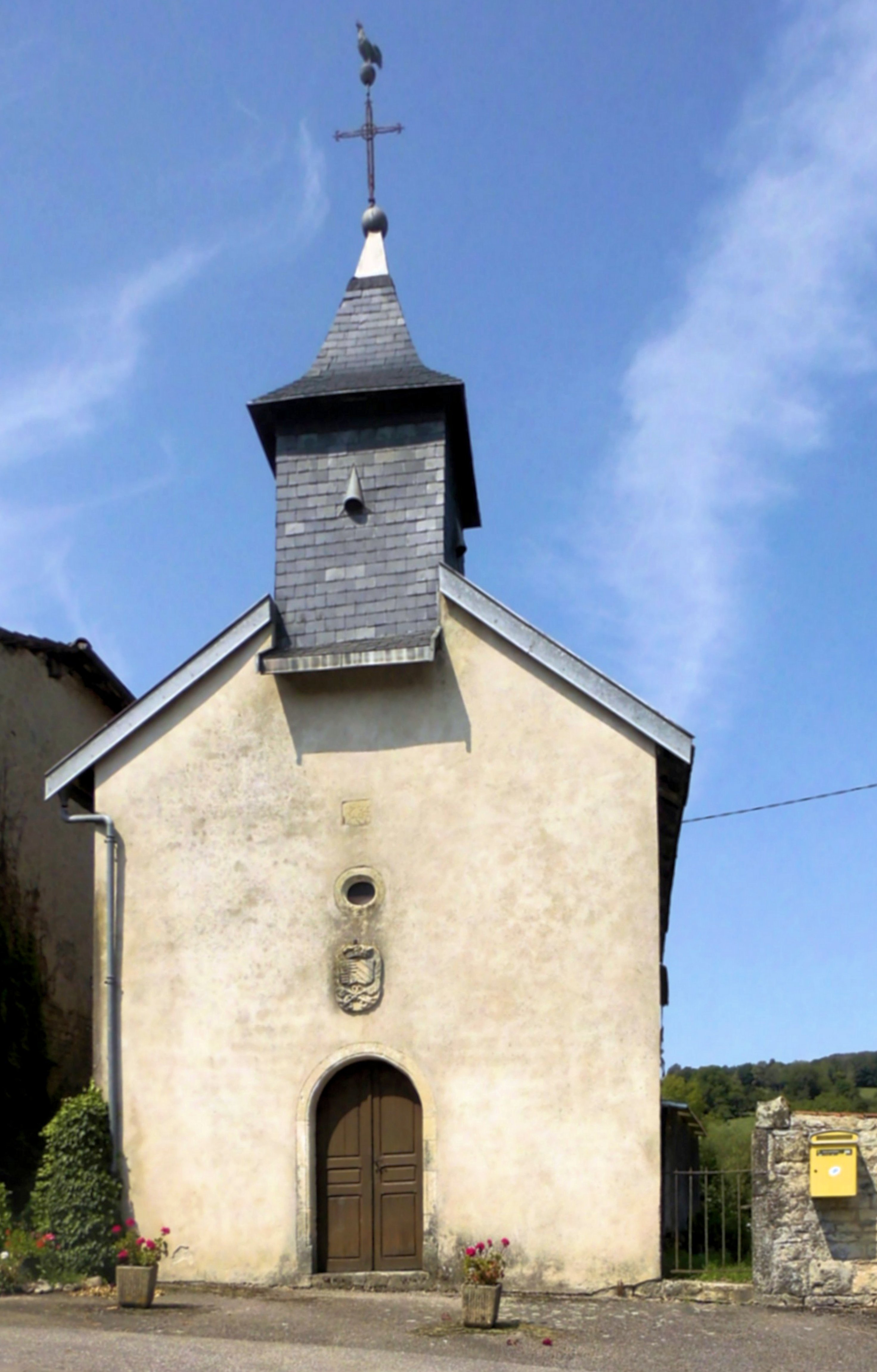
Kapelle Mariä Heimsuchung im Ortsteil Girovillers sous Montfort
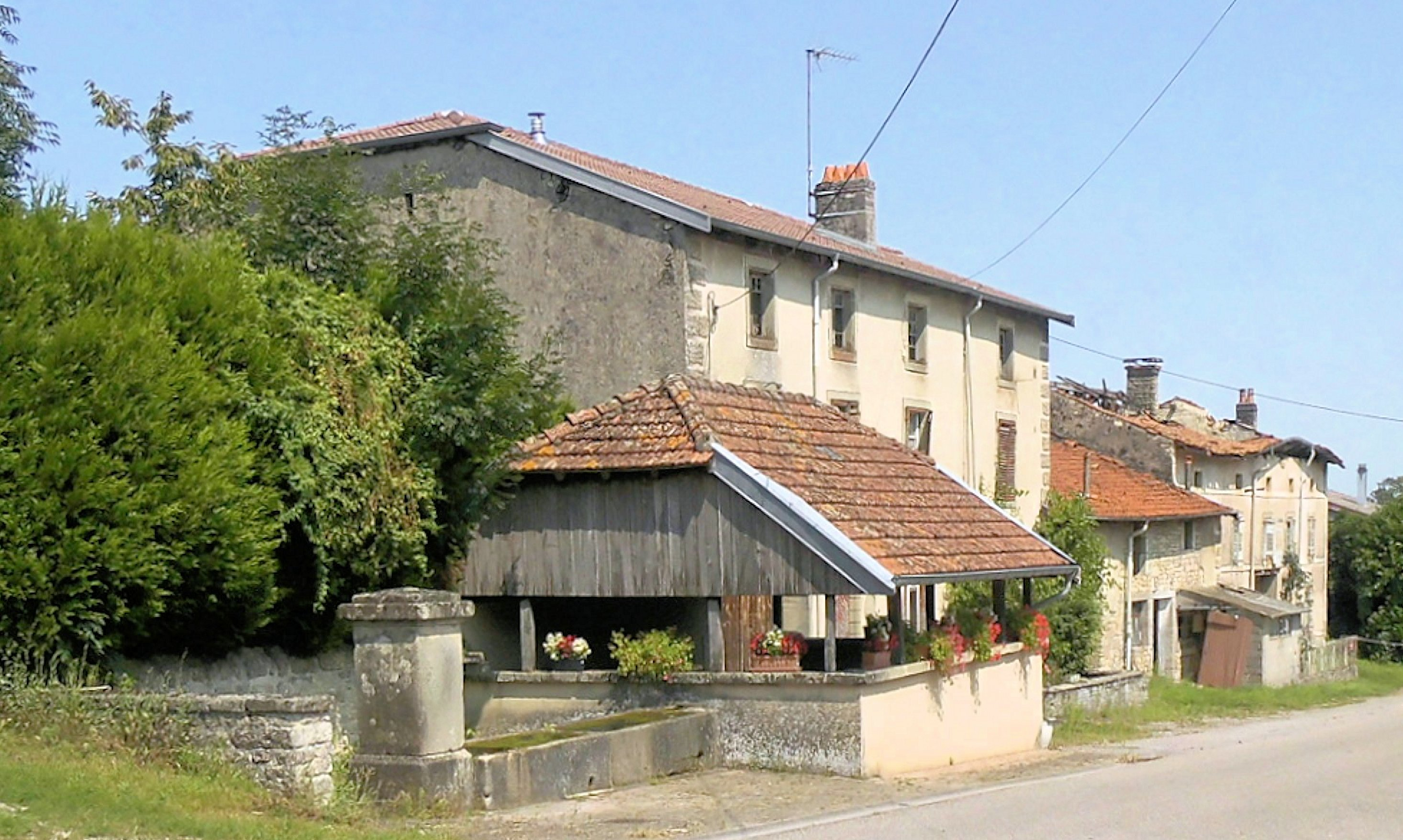
Lavoir im Ortsteil Girovillers sous Montfort

## Persönlichkeiten
- Raymond Nègre (1908–1985), Bühnenbildner und Filmarchitekt